# Томе (Чили)
Томе (исп. Tomé) — город и морской порт в Чили. Административный центр одноимённой коммуны. Население — 41 198 человек (2002). Город и коммуна входит в состав провинции Консепсьон  и области Био-Био .
Территория коммуны — 494,5 км². Численность населения — 54 987 жителей (2007). Плотность населения — 111,2 чел/ км².

## Расположение
Город расположен в 26 км на север от административного центра области города Консепсьон.
Коммуна граничит:
- на северо-востоке — с коммуной Коэлему;
- на востоке — с коммуной Ранкиль;
- на юго-востоке — с коммуной  Флорида;
- на юго-западе — с коммуной Пенко;

На западе коммуны расположен залив Консепсьон и Тихий океан.

## Демография
Согласно сведениям, собранным в ходе переписи Национальным институтом статистики, население коммуны составляет 54 987 человек, из которых 26 415 мужчин и 28 572 женщины.
Население коммуны составляет 2,77 % от общей численности населения области Био-Био. 12,31 % относится к сельскому населению и 87,69 % — городское население.

### Важнейшие населенные пункты коммуны
- Томе  (город) — 41 198 жителей.
- Дичато  (посёлок) — 3488 жителей.
- Рафаэль (посёлок) — 1273 жителя.